# Nobsa

Localização de Nobsa no departamento de Boyacá.

Nobsa é um município no departamento de Boyacá, na Colômbia.